# Élection présidentielle santoméenne de 2021
L'élection présidentielle santoméenne de 2021 a lieu les 18 juillet et 5 septembre 2021 afin d'élire le président de la république démocratique de Sao Tomé-et-Principe.
Le président sortant Evaristo Carvalho, éligible pour un second mandat, décide de ne pas se représenter. Candidat du parti ADI du président sortant, le député et ancien ministre Carlos Vila Nova se qualifie pour le second tour, ainsi que Guilherme Posser da Costa, ancien premier ministre et candidat du MLSTP-PSD. Le second tour est cependant retardé de près d'un mois en raison d'accusations de fraude de la part du troisième homme, Delfim Neves, qui sont finalement rejetées par la Cour constitutionnelle.
Selon les résultats préliminaires, Carlos Vila Nova l'emporte au second tour avec une confortable majorité de près de 58 % des suffrages exprimés.

## Contexte

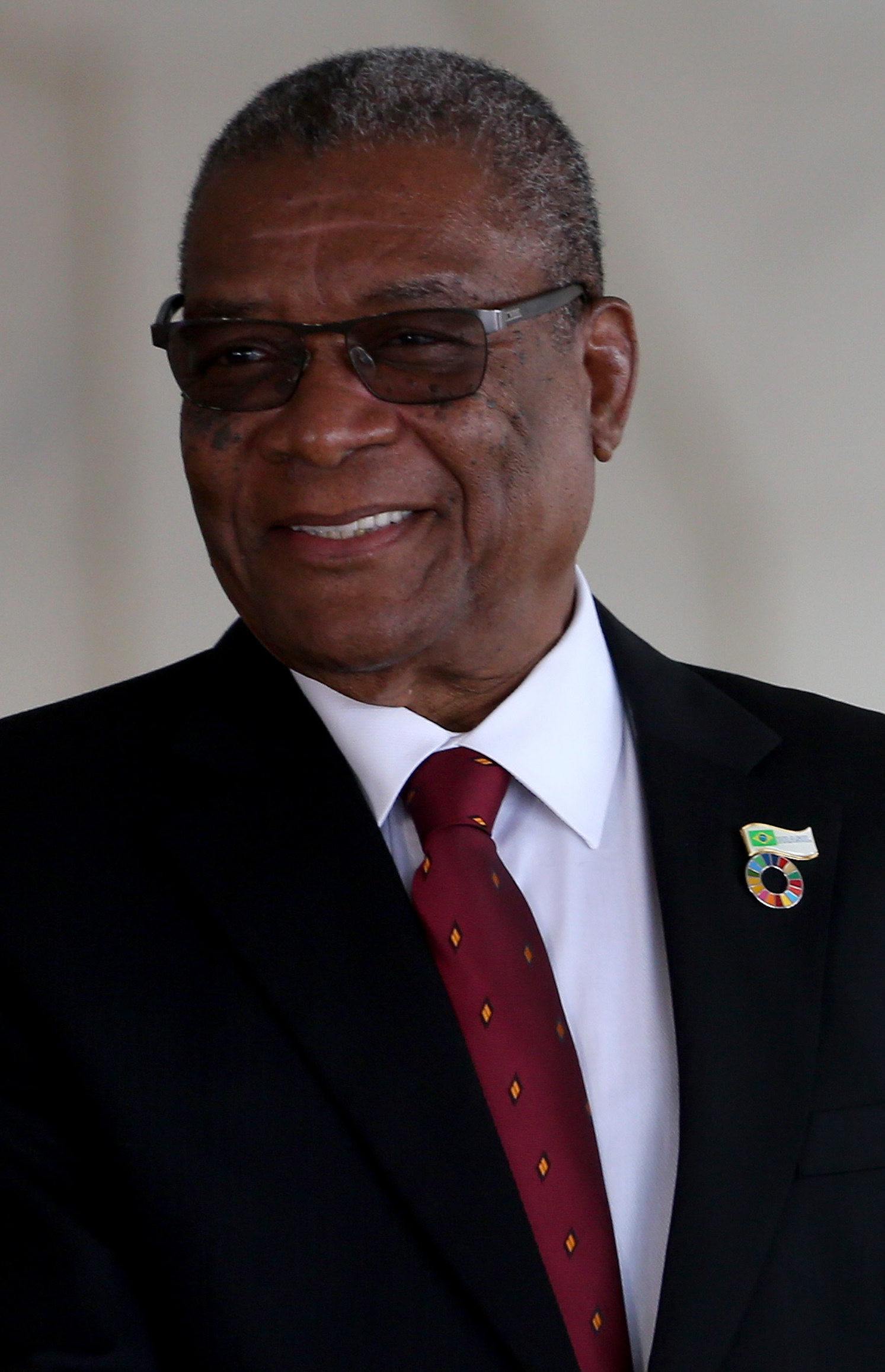
Evaristo Carvalho.

Habitué aux alternances politiques pacifiques, Sao Tomé-et-Principe est considéré comme l'un des pays modèles en termes de démocratie sur le continent africain. En tant que pays à revenu intermédiaire de la tranche inférieure, il bénéficie d'une croissance économique régulière, mais doit faire face à une corruption importante.
Le président sortant Evaristo Carvalho, membre de l'Action démocratique indépendante (ADI, centre droit), est en cohabitation avec le Premier ministre Jorge Bom Jesus. Ce dernier a été nommé après la victoire de son parti le Mouvement pour la libération de Sao Tomé-et-Principe – Parti social-démocrate (MLSTP-PSD, centre gauche), sur l'ADI aux élections législatives de 2018, grâce à une alliance avec la coalition Union MDFM-UDD-Parti de convergence démocratique (PCD),. Evaristo Carvalho annonce en avril 2021 ne pas se représenter. Il affirme vouloir passer le relais aux jeunes générations.
Le 6 avril 2021, Carvalho décrète la date du 18 juillet 2021 pour l'organisation du scrutin. Il ne consulte pas les différentes forces politiques ni n'attend le rapport final de la Commission électorale nationale avant d'annoncer sa décision, ce qui est une première. Il annonce six jours plus tard, par la voix du président de l'Assemblée nationale Delfim Neves, ne pas souhaiter se représenter. La liste des candidats est dévoilée le 11 juin 2021 par le Tribunal constitutionnel et totalise 19 candidatures, un record pour une présidentielle santoméenne,.

## Système électoral
Le président de la République de Sao Tomé-et-Principe est élu au scrutin uninominal majoritaire à deux tours pour un mandat de cinq ans, reconductible une seule fois. Est élu le candidat qui réunit la majorité absolue des suffrages exprimés au premier tour. À défaut, les deux candidats arrivés en tête s'affrontent lors d'un second tour, et celui réunissant le plus de suffrages est déclaré élu.

## Campagne

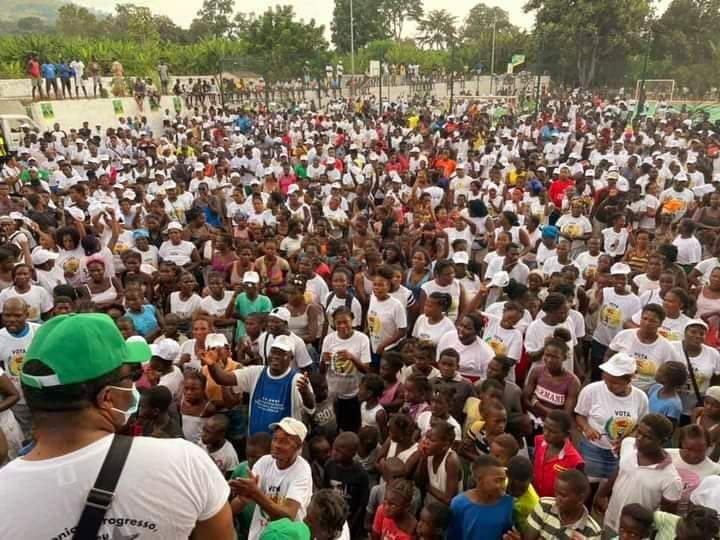
Meeting électoral du MLSTP-PSD.

La campagne présidentielle dure quinze jours avant l'élection. D'après le président de la Commission électorale nationale, Fernando Maquengo, elle s'est déroulée dans un climat de paix et de tranquillité. Elle est marquée par les mesures de protections liées à la pandémie de Covid-19. Les rassemblements sont interdits et la distanciation sociale est obligatoire, des consignes qui ne sont pas toujours respectées par les candidats.
Dix-neuf personnes sont candidates, dont six sont soutenues par un parti politique. La plupart des candidats dénoncent la corruption qui sévit dans le pays. Lors de son discours à la fête nationale du 12 juillet, Evaristo Carvalho dénonce la pratique du « bain » (« banho »), qui consiste en à acheter des voix, qu'il considère comme une « exploitation de la pauvreté des citoyens »,.
L'Union pour le progrès et le changement de Principe, parti majoritaire à l'Assemblée régionale de l'île de Principe depuis sa fondation en 2006, ne soutient aucun candidat.
Un total de 123 302 électeurs sont inscrits dans 304 bureaux de votes. 14 693 personnes sont inscrites dans la diaspora, dont 7 378 au Portugal, et 42 bureaux sont ouverts à l'étranger. Quatre missions d'observation électorale sont dépêchées, de l'Union africaine, la Communauté économique des États de l'Afrique centrale (comprenant à elles deux des représentants d'Angola, de Guinée-Bissau, du Mali et du Cameroun), les États-Unis et le Japon.

## Candidats

### Liste des candidats
Parmi les candidats figurent aussi :
- Abel Bom Jesus, dit Anda Pligo, homme d'affaires dans l'agriculture, ancien membre de l'ADI[16] ;
- Manuel do Rosário, professeur, agriculteur et écologiste ;
- Moisés Viegas, consultant international, entrepreneur et conférencier, cofondateur de l'ONG Núcleo Solidário de São Tomé e Príncipe, âgé de 42 ans[17] ;
- Olinto das Neves, ancien directeur des transports terrestres ;
- Roberto Garrido, fonctionnaire.

### Majorité gouvernementale
Au terme d'une journée de réunion et d'élection au sein du Conseil national (réduit de 600 à 300 membres en raison de la pandémie de Covid-19), Guilherme Posser da Costa (Premier ministre de 1999 à 2001) est officiellement investi candidat par le MLSTP-PSD le 20 mars 2021.
L'ensemble des autres prétendants confirment leur volonté de se présenter en tant qu'indépendants : Maria das Neves (Première ministre de 2002 à 2004, candidate en 2011 (14 %) et 2016 (24,3 %)), Victor Monteiro (directeur de cabinet dans anciens présidents Fradique de Menezes et Manuel Pinto de Costa et candidat en 2001), Jorge Amado (président du parti en 2012) et Elsa Pinto (vice-présidente du parti et ministre des Affaires étrangères de 2018 à 2020, candidate en 2011 (4,4 %)). Aurélio Martins (président du parti de 2011 à 2018), est l'unique membre candidat à ne pas faire de demande d'investiture,. Alcino Pinto, président de l'Assemblée nationale de 2012 à 2014, évoqué comme un possible candidat, meurt en novembre 2020. Au total, six candidats sont issus du MLSTP-PSD.
| Nom                       | Voix | %     |
| ------------------------- | ---- | ----- |
| Guilherme Posser da Costa | 236  | 83,10 |
| Maria das Neves           | 17   | 5,99  |
| Jorge Amado               | 15   | 5,28  |
| Elsa Pinto                | 14   | 4,93  |
| Victor Monteiro           | 2    | 0,70  |

Bénéficiant d'une absence de contestation au sein de leurs partis,, Delfim Neves (président de l'Assemblée nationale, candidat en 2011 (14,4 %)) et Carlos Neves (vice-président de l'Assemblée nationale) sont candidats, respectivement pour le Parti de convergence démocratique et l'Union MDFM-UDD.

### Action démocratique indépendante
Président sortant, Evaristo Carvalho est rééligible pour un second mandat mais ne se représente pas. La direction de l'Action démocratique indépendante annonce sur Facebook début avril 2021 la candidature de Carlos Vila Nova, ministre des Infrastructures, des Ressources naturelles et de l'Environnement dans le précédent gouvernement de Patrice Trovoada. Elle est présentée comme davantage consensuelle que celle pressentie de l'ancien Premier ministre controversé Patrice Trovoada.

### Parti vert de Sao Tomé-et-Principe
Elsa Garrido, présidente du Mouvement social-démocrate – Parti vert de Sao Tomé-et-Principe, parti qu'elle a fondé en 2017, annonce sa candidature le 23 décembre 2020. Connue avoir fondé l'ONG écologiste Terra Verde, elle a notamment mené une grève de la faim en 2017 contre l'introduction des OGM,. Elle bénéficie du soutien de son parti.
Miques João do Nascimento de Jesus Bonfim, membre à la fois de la Plateforme national pour le développement de Sao Tomé-et-Principe (scission du MLSTP-PSD de 2014) et d'une aile opposée à Elsa Garrido du Parti vert, partis pour lesquels il s'est présenté aux dernières élections législatives, déclare lui aussi sa candidature, deux jours plus tôt,. Il a tenté en 2019 puis en 2020 de destituer Elsa Garrido de la présidence du Parti vert, sans succès. Âgé de 36 ans, il est le plus jeune candidat à l'élection,.

### Mouvement des citoyens indépendants
Júlio Silva, ancien ministre de l'Économie et ancien cadre de l'Empresa de Água e Electricidade, déclare sa candidature par voie de presse le 14 avril 2021. Originaire du district de Caué où il travaille depuis 1986, il est l'un des fondateurs de l'Action démocratique indépendante avant de rejoindre le Mouvement des citoyens indépendants – Parti socialiste — scission du MLSTP-PSD basée à Caué —, dont il bénéficie du soutien. Il est notamment soutenu par le député de l'ADI Arlindo Ramos, ancien homme fort du parti.

## Entre-deux tours
Les résultats sont contestés dans l'entre-deux tours, un fait inédit dans le pays. Le premier tour est ainsi suivi d'accusations de fraude par Delfim Neves et d'une période d'attente de la décision de la Cour constitutionnelle, celle ci devant statuer sur l'existence ou non de fraude et sur un éventuel recompte des voix. Après s'être d'abord exprimée en faveur d'un recompte, la cour statue finalement sur une absence de fraude et valide le premier tour. Le retard provoqué par ce délai l'amène cependant à repousser au 29 août l'organisation du second tour, initialement prévu le 8, avant de le repousser une seconde fois au 5 septembre.
Le mandat du président sortant expirant le 3 septembre, il est prolongé par le Parlement faute de la tenue du second tour avant cette date.
Carlos Neves, candidat déçu et président de l'Union MDFM-UDD, appelle au soutien « inconditionnel » en faveur de Guilherme Posser da Costa.

## Résultats
| Candidats                | Candidats                 | Partis                   | Premier tour | Premier tour | Second tour | Second tour |
| Candidats                | Candidats                 | Partis                   | Voix         | %            | Voix        | %           |
| ------------------------ | ------------------------- | ------------------------ | ------------ | ------------ | ----------- | ----------- |
|                          | Carlos Vila Nova          | ADI                      | 32 022       | 39,47        | 45 481      | 57,54       |
|                          | Guilherme Posser da Costa | MLSTP-PSD                | 16 829       | 20,75        | 33 557      | 42,46       |
|                          | Delfim das Neves          | PCD                      | 13 691       | 16,88        |             |             |
|                          | Abel Bom Jesus            | Indépendant              | 2 907        | 3,58         |             |             |
|                          | Maria das Neves           | Indépendante             | 2 696        | 3,32         |             |             |
|                          | Júlio Silva               | MCI-PS                   |              | 1,99         |             |             |
|                          | Victor Monteiro           | Indépendant              |              | 1,82         |             |             |
|                          | Moisés Viegas             | Indépendant              |              | 1,63         |             |             |
|                          | Aurélio Martins           | Indépendant              |              | < 1          |             |             |
|                          | Carlos Neves              | MDFM-UDD                 |              | < 1          |             |             |
|                          | Carlos Stock              | Indépendant              |              | < 1          |             |             |
|                          | Elsa Garrido              | MSD-PVSTP                |              | < 1          |             |             |
|                          | Elsa Pinto                | Indépendante             |              | < 1          |             |             |
|                          | Eugénio Tiny              | Indépendant              |              | < 1          |             |             |
|                          | Jorge Amado               | Indépendant              |              | < 1          |             |             |
|                          | Manuel do Rosário         | Indépendant              |              | < 1          |             |             |
|                          | Miques João               | Indépendant              |              | < 1          |             |             |
|                          | Olinto das Neves          | Indépendant              |              | < 1          |             |             |
|                          | Roberto Garrido           | Indépendant              |              | < 1          |             |             |
|                          |                           |                          |              |              |             |             |
| Votes valides            | Votes valides             | Votes valides            | 81 123       | 97,10        | 79 038      | 98,14       |
| Votes blancs             | Votes blancs              | Votes blancs             | 631          | 0,75         | 344         | 0,43        |
| Votes nuls               | Votes nuls                | Votes nuls               | 1 793        | 2,15         | 1 153       | 1,43        |
| Total                    | Total                     | Total                    | 83 547       | 100          | 80 535      | 100         |
| Abstention               | Abstention                | Abstention               | 39 754       | 32,24        | 42 766      | 34,68       |
| Inscrits / participation | Inscrits / participation  | Inscrits / participation | 123 301      | 67,76        | 123 301     | 65,32       |

 Représentation des résultats du second tour :
| Carlos Vila Nova (57,54 %) |  |  | Guilherme Posser da Costa (42,46 %) |
| ▲                          |  |  |                                     |
| Majorité absolue           |  |  |                                     |

## Suites
Selon les résultats préliminaires rendus publics par la CENI le lendemain du second tour, Carlos Vila Nova l'emporte avec près de 58 % des suffrages exprimés. L'élection présidentielle poursuit ainsi la situation de cohabitation entre un président membre de l'ADI et un Premier ministre du MLSTP-PSD.